# زمین‌لرزه ۲۹ حوت ۱۳۵۴ افغانستان
زمین‌لرزه افغانستان  در تاریخ ۱۹ مارس ۱۹۷۶ میلادی، برابر با ‎۲۹ اسفند ۱۳۵۴، ساعت ۱۳:۰۳:۳۸ به زمان یوتی‌سی در افغانستان رخ داد. ژرفای این زلزله ۴٫۷ کیلومتر بود. بزرگی آن ۵٫۶ در مقیاس Mb اعلام شده‌است. زمین‌لرزه به وقت محلی در روز جمعه، ساعت ۱۷٫۵ روی داده و منطقه زمانی آن یوتی‌سی +۴٫۵ بوده‌است .
سازمان زمین‌شناسی آمریکا نیز رومرکز این زمین‌لرزه را در مختصات ۳۶°۳۶′۲۵″شمالی ۶۷°۴۷′۰۶″شرقی / ۳۶٫۶۰۷°شمالی ۶۷٫۷۸۵°شرقی و ژرفای آن را در ۳۳ کیلومتر گزارش کرده‌است. بزرگی برگزیدهٔ این سازمان از میان بزرگی‌های مختلف محاسبه شده، ۵٫۶ در مقیاس Mb بوده و از دید اثر، در میان سه دسته‌بندی «نامحسوس»، «محسوس»، «زیان‌آور» یا «با تلفات»، زلزله را «با تلفات» اعلام کرده‌است. ۱۱۳۷ ساختمان در زمین‌لرزه خراب شده و رانش زمین نیز در آن به وجود آمده‌است. 
شمار کشتگان زلزله حدود ۴۹ نفر و تعداد زخمیان ۵۹ نفر برآورده شده‌است.